# Вакцинація проти COVID-19 у Туреччині
Вакцинація проти COVID-19 у Туреччині — це кампанія масової імунізації населення Туреччини проти COVID-19 під час пандемії коронавірусної хвороби. Вакцинальна кампанія в країні розпочалась 14 січня 2021 року. Станом на 2 квітня 2022 року першу дозу отримали 57784362 осіб. Повністю вакциновано 52982 877 осіб. Крім того, третю дозу отримали 27648857 осіб. Населення Туреччини становить приблизно 83 мільйони, таким чином, 63 % населення було повністю вакциновано. Щоб в'їхати до Туреччини, необхідно буде отримати 2 щеплення та 1 ревакцинацію.

## Вплив вакцинації
У січні 2021 року нових випадків COVID-19 у Туреччині за добу було на рівні 12203 . Потім, у квітні 2021 року, їх кількість зросла до 40806. Однак у зв'язку з проведенням вакцинації кількість випадків у липні 2021 року впала до 5288.

## Сприйняття вакцинації громадськістю
Дослідження сприйняття населенням Туреччини вакцини проти COVID-19 показало, що лише 62,7 % учасників опитування позитивно сприйняли вакцинацію. Зокрема, люди з попереднім досвідом захворювання на COVID-19, люди зі ступенем бакалавра або вище, а також люди з досвідом вакцинації проти грипу, швидше за все, позитивно сприймали вакцину проти COVID-19. Однак літні люди частіше негативно сприймали вакцину.

## Використання вакцин

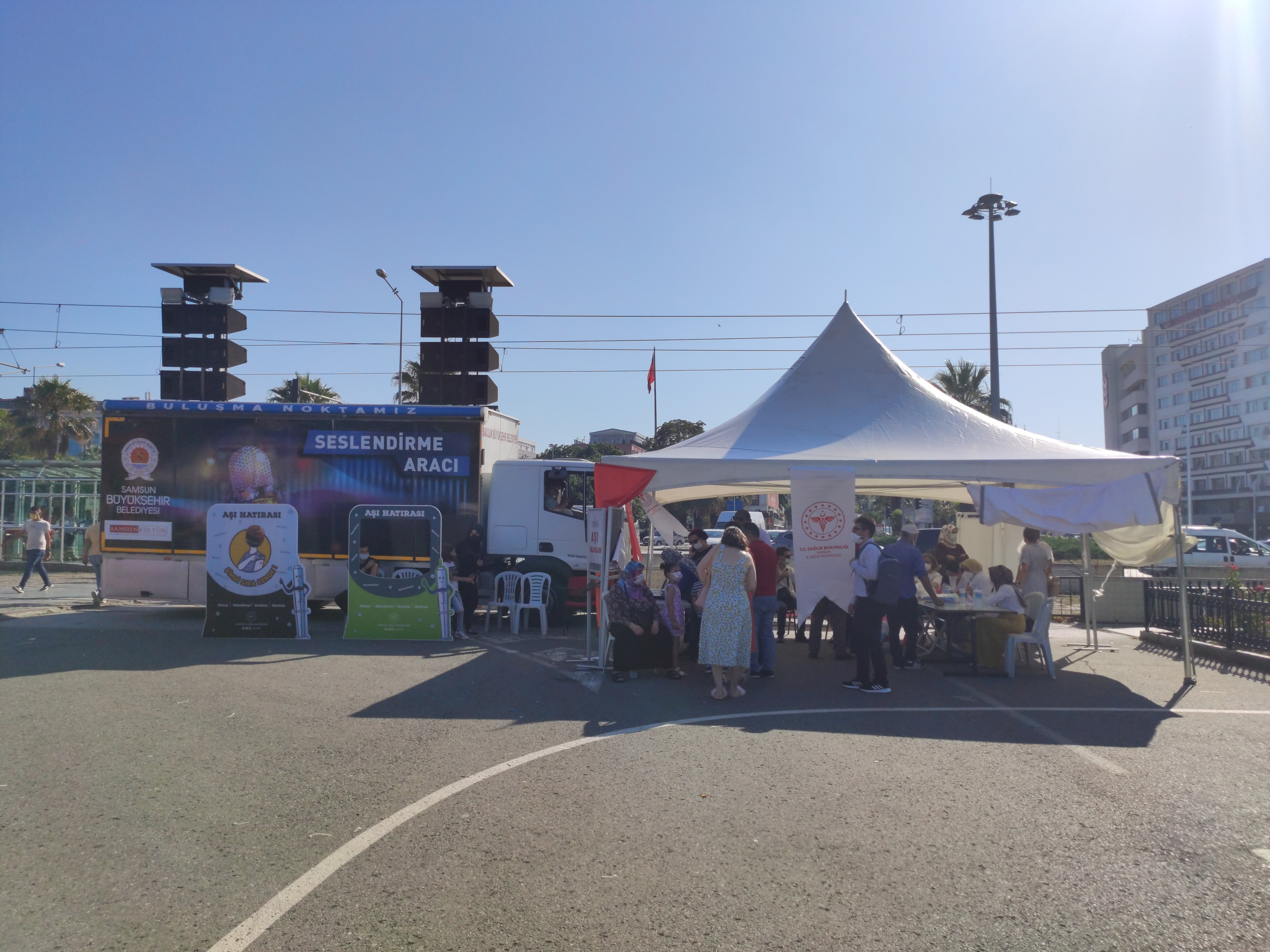
Центр вакцинації в Самсуні

У світі розроблено низку вакцин проти COVID-19, які знаходяться на різних стадіях розробки. У Туреччині використовували 4 види вакцини.

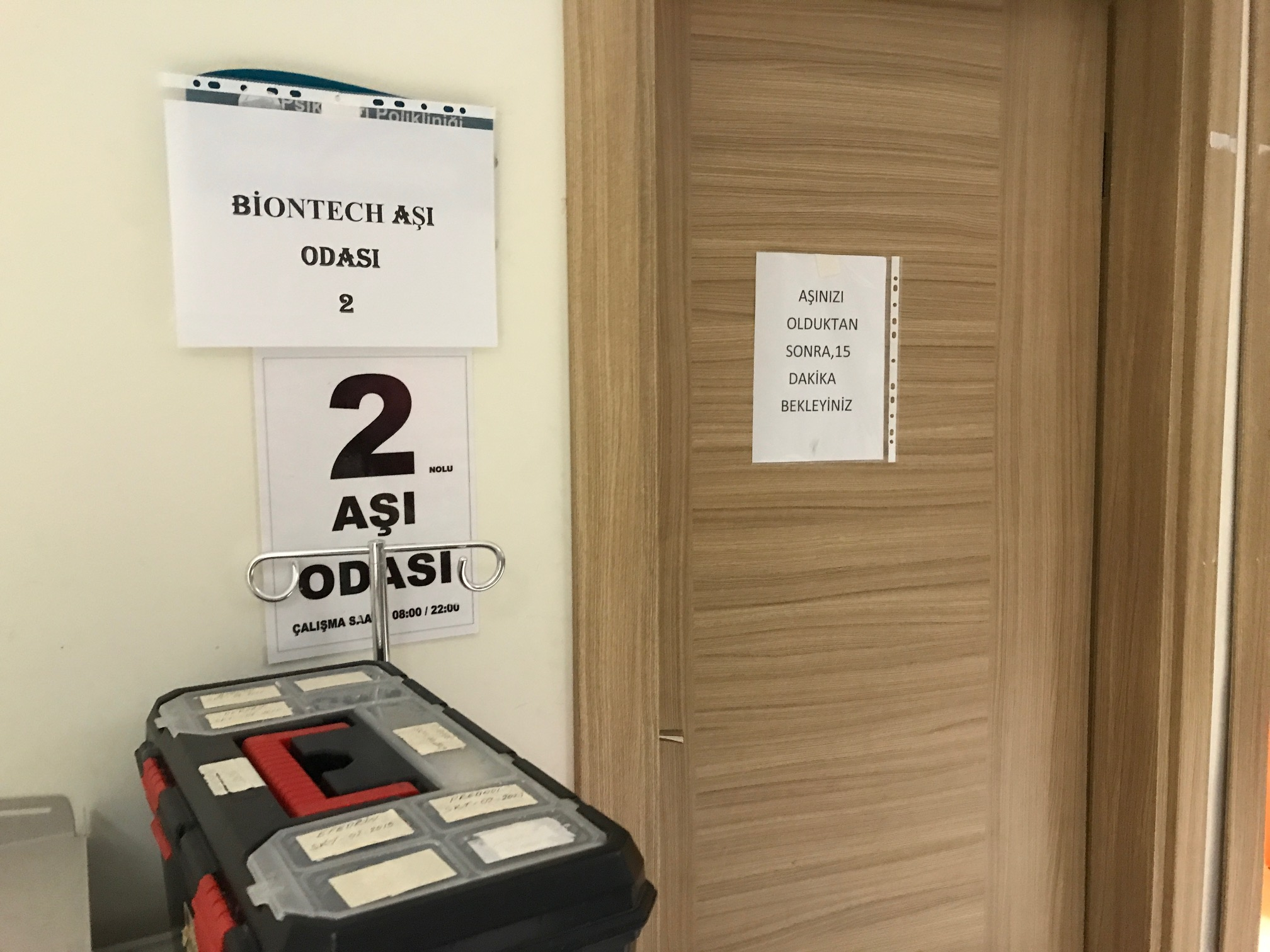
Пункт вакцинації вакциною Pfizer–BioNTech у Туреччині

| Вакцина         | Схвалення | Застосування |
| --------------- | --------- | ------------ |
| Pfizer–BioNTech | Так       | Так          |
| Коронавак       | Так       | Так          |
| Спутник V       | Так       | Так          |
| TURKOVAC        | Так       | Так          |